# チャンタ・ローズ
チャンタ・ローズ (Chanta Rose、1977年12月12日- ) はオーストラリア国籍のボンデージ・モデル。現在はニューヨークを拠点に活動し、様々な雑誌やビデオに出演している。彼女はトップとボトムの両役をこなすが、元々はS志向が強かった。Insexには「15」の名で出演した。